# Pleurothallis volcanica
Pleurothallis volcanica är en orkidéart som beskrevs av Carlyle August Luer. Pleurothallis volcanica ingår i släktet Pleurothallis och familjen orkidéer. Inga underarter finns listade i Catalogue of Life.